# ATP Challenger Rom-3
Das ATP Challenger Rom (offiziell: Due Ponti Cup) war ein Tennisturnier, das von 2010 einmal in Rom, Italien stattfand. Es gehörte zur ATP Challenger Tour und wurde im Freien auf Sand gespielt. 1993 und 1994 fand an selber Stelle bereits ein Turnier in Rom statt, das der Einfachheit halber hier mitaufgeführt wird.

## Liste der Sieger

### Einzel
| Jahr                         | Sieger            | Finalgegner            | Ergebnis |
| ---------------------------- | ----------------- | ---------------------- | -------- |
| 2010                         | Filippo Volandri  | Reda El Amrani         | 6:3, 6:2 |
| 1995–2009: nicht ausgetragen |                   |                        |          |
| 1994                         | Horst Skoff       | Frederik Fetterlein    | 6:3, 6:2 |
| 1993                         | Thierry Guardiola | Jean-Philippe Fleurian | 6:4, 6:2 |

### Doppel
| Jahr                         | Sieger                               | Finalgegner                        | Ergebnis |
| ---------------------------- | ------------------------------------ | ---------------------------------- | -------- |
| 2010                         | Santiago González Travis Rettenmaier | Sadik Kadir Purav Raja             | 6:2, 6:4 |
| 1995–2009: nicht ausgetragen |                                      |                                    |          |
| 1994                         | Tamer El Sawy Mark Knowles           | Tom Kempers Fernon Wibier          | 6:4, 6:3 |
| 1993                         | David Nainkin Grant Stafford         | Danilo Marcelino Fernando Meligeni | 6:0, 6:1 |